# Doddayaraganalu, Arsikere
Doddayaraganalu là một làng thuộc tehsil Arsikere, huyện Hassan, bang Karnataka, Ấn Độ.